# Jonathan Zongo
Jonathan Sundy Zongo (Ouagadougou, 16 aprile 1989) è un ex calciatore burkinabé, di ruolo attaccante o centrocampista.

## Carriera

### Club
Nel 2010 viene acquistato dalla squadra spagnola Unión Deportiva Almería con cui si divide fra prima squadra e squadra riserve.

### Nazionale
Nel 2013 ha esordito con la propria Nazionale.